# Mesomyza interrupta
Mesomyza interrupta är en tvåvingeart som beskrevs av Günther Enderlein 1921. Mesomyza interrupta ingår i släktet Mesomyza och familjen vapenflugor. Inga underarter finns listade i Catalogue of Life.